# Палевски, Давор
Давор Палевски ; род. 26 февраля 1997, Скопье) — северомакедонский гандболист, выступающий за северомакедонский клуб ГК Металург Скопье.

## Карьера

### Клубная
Давор Палевски воспитанник клуба ГК Металург Скопье. Палевски выступал за молодёжную команду ГК Металург Скопье. С 2014 году Палевски начинает привлекаться в основную команду. Давор Палевски выступает за ГК Металург Скопье.